# Yekaterina II
Die Yekaterina II (russisch Екатерина II) war ein Kreuzfahrtschiff der Reederei GALS-T und wurde 1960 als Linienschiff Estoniya (russisch Эстония) auf der deutschen Werft im VEB Mathias-Thesen-Werft in Wismar in der DDR für die Baltische Staatliche Seereederei in Leningrad (Sowjetunion) gebaut. Es gehörte zur Mikhail-Kalinin-Klasse, Projekt 101, deutsche Bezeichnung Seefa 340 – Seefahrgastschiff für 340 Passagiere.

## Beschreibung
Das Linienschiff unter der Baunummer 107 mit mehreren Passagierdecks wurde 1960 in der DDR für die Sowjetunion für die Linie Leningrad – Helsingfors – Kopenhagen – London – Le Havre gebaut. Es gehört zu einer von 1958 bis 1964 hergestellten Baureihe von 19 Schiffen der Mikhail-Kalinin-Klasse.
Während der Kubakrise wurden die sowjetischen Fahrgastschiffe unter ziviler UdSSR-Flagge als Transporter eingesetzt. Während die Baltika streng geheim einen Teil der 51. Raketendivision ohne R-12-Raketen (dafür war die Omsk zuständig) nach Kuba brachte, transportierte die kleinere Estoniya das Mot.-Schützen-Regiment von Dmitri Jasow.